# Aeronca C-3
Aeronca C-3 — лёгкий двухместный самолёт общего назначения, выпускавшийся в США компанией Aeronautical Corporation Of America (в 1941 году сменила название на Aeronca Aircraft Inc.) с 1931 по 1937 год. Также выпускался в Великобритании в 1937 году по лицензии компанией Light Aircraft Ltd. под названием Aeronca 100. Всего было выпущено 439 самолётов в США и 24 в Великобритании.

## История
Самолёт стал второй моделью, выведенной на рынок основанной в 1929 году компанией Aeronautical Corporation Of America. Он полностью унаследовал дизайн и технические особенности построения предыдущей, первой модели компании — самолёта Aeronca C-2. Единственным существенным отличием, которое успешно повлияло на его продажи — это пассажирское место. Aeronca C-2 был одноместным.
Самолёт был прост в управлении, обладал высокой надёжностью, продавался по невиданно низкой цене от 1700 долларов США, был дёшев в эксплуатации. Эти качества привели к успешным продажам и большой популярности. За свой внешний вид самолёт получил название «летающая ванна» (англ.  Flying Bathtub)
Производитель ориентировал эти самолёты на рынок обычных обывателей, которые могли самостоятельно подниматься в воздух уже после пяти часов тренировок с инструктором. К 1935 году было продано более трёхсот самолётов.
Постепенно продажи самолётов начали снижаться, поскольку появились технически более совершенные самолёты у конкурентов. Aeronca также заявила два новых самолёта серий L и K. Серия L пошла в производство в 1935 году, однако большого коммерческого успеха не снискала. Зато запущенная в 1937 году серия K была коммерчески и технически вполне успешна. Самолёты этой серии
производились вплоть до 1945 года, когда Aeronca встряхнула данный сегмент рынка очень успешными Aeronca 7 Champion и Aeronca 11 Chief.
В 1937 году правительство США изменила критерии авиационной безопасности, которым самолёт перестал удовлетворять. Поскольку в Aeronca уже имели два новых самолёта, готовых к продажам и удовлетворяющие новым требованиям, судьба С-3 была предрешена — подвергать его улучшениям было нецелесообразно. Лицензию на производство продали в Великобританию, компании Light Aircraft Ltd. (подразделению Aeronautical Corporation of Great Britain Ltd.), однако там дело не пошло — было построено и реализовано всего 24 самолёта под названием Aeronca 100.
Несколько десятков самолётов Aeronca C-3 до сих пор находятся в пригодном к полётам состоянии и периодически поднимаются в небо. Ещё несколько десятков сохраняются в различных авиамузеях по всему миру.

## Конструкция
По конструкции Aeronca C-3 — это высокоплан, в котором использовано крепление крыла типа «парасоль» (зонтичное крепление). Самолёт рассчитан на перевозку двух человек и 15 — 20 кг груза. Расположение людей в кабине — рядом друг с другом. Двигатель Aeronca 113 — поршневой, двуцилиндровый, мощностью 36 л. с. (27 кВт), расположен в носовой части самолёта. Винт деревянный, двухлопастной, с неизменямым шагом.
Самолёт очень прост в управлении. Управляется при помощи джойстика. Также облегчает управление самолётом очень низкая посадочная скорость — всего 38 км/ч. Обладает хорошей способностью к планированию.
Корпус самолёта выполнялся из труб, обшитых лёгкими металлическими листами. Корпус Aeronca 100 для удешевления конструкции был покрыт тканью.

## Тактико-технические характеристики
Технические характеристики
- Экипаж: 1 чел.
- Пассажировместимость: 1 чел.
- Длина: 6,09 м
- Размах крыла: 10,97
- Высота: 2,3 м
- Площадь крыла: 13,206 м²
- Масса пустого: 0,184 т
- Нормальная взлётная масса: 0,397 т
- Силовая установка: 1 ×  Aeronca E113
- Мощность двигателей: 1 × 36 л. с.

Лётные характеристики
- Максимальная скорость: 128 км/ч
- Крейсерская скорость: 120 км/ч
- Практический потолок: 4267 м
- Длина разбега: 70 м

## Модификации
Основных модификаций самолёта было три:
1. Aeronca C-3 Razorback — 1931 год, оригинальная модификация с характерным «угловатым» дизайном, открытая с боков кабина.
2. Aeronca C-3 Master — 1935 год, обтекаемый фюзеляж с плавными изгибами, закрытая полностью кабина, вертикальный стабилизатор.
3. Aeronca 100 — 1937 год, фюзеляж и крылья обтянуты тканью.

Первые две модификации выпускались, под заказ, и в варианте гидросамолёта под названием Aeronca PC-3.
В любые модификации, за дополнительную плату, можно было установить тормоза на шасси, лётные огни, фонарь в кабину, а также остеклить кабину для модификации Razorback.